# Маммиллярия атласная
Маммиллярия атласная (лат. Mammillaria bombycina) — кактус из рода Маммиллярия.

## Описание
Стебель шаровидный, немного сдавленный. Растение достигает в высоту 20 см, а в диаметре до 8 см. Во взрослом состоянии образует ветвящиеся стебли. Эпидермис ярко-зелёный. Под влиянием солнца не изменяет свою окраску.
Из круглых и шерстистых ареол растут до 40 серебристых, блестящих радиальных колючек длиной от 5 до 10 мм. Центральных колючек насчитывается от 4 до 8 штук, длиной до 1 см, одна из них до 25 мм длиной, с крючком на конце и имеет красновато-коричневый цвет. Радиальных колючек от 30 до 60, они жёсткие, игольчатые, тонкие, от белого до желтоватого цвета, длиной до 10 мм. Радиальные колючки расположены вертикально и горизонтально.
Цветок воронковидный, розового цвета, около 15 мм в поперечнике. Внешние лепестки у основания зеленовато-красные, вверху красные. Внутренние лепестки светло-красного оттенка. Тычинки белые в основании, красные сверху. Пестик белый, длинный. Рыльце пурпурного цвета.
Плод — ягода розовато-белая, до 1,5 см длиной и 2 мм в диаметре.

## Распространение
Распространён в Мексике, в штате Агуаскальентес на границе со штатом Халиско, в горах Сьерра-де-Лаурель и Сьерра-Фриа на высоте 2300—2500 метров над уровнем моря на крутых склонах среди кустарников.

## Интересные факты
Соски (таберкулы) упорядочены в спирали в соотношении 11:18. Если рассматривать растение сверху, то можно увидеть, что спирали рассчитаны по часовой стрелке, а движение спиралей происходит против часовой стрелки; таберкулы всегда находятся в определённом соотношении, которое называется числами Фибоначчи.

## Синонимы
- Mammillaria cordigera Heese 1910
- Neomaminillaria bombycina (Quehl) Britton & Rose 1923
- Chilita bombycina (Quehl) Orcutt 1926
- Ebnerella bombycina (Quehl) Buxbaum 1951
- Mammillaria bombycina subsp. perezdelarosae (Bravo & Scheinvar) D.R.Hunt 1997
- Mamillaria bombycina v. flavispina Hort